# Révisionnisme culturel irlandais
Le révisionnisme culturel irlandais couvre la thématique du révisionnisme irlandais appliquée à la littérature.
Parmi ses figures, on peut citer :
- Dermot Bolger
- Roddy Doyle
- Patrick McCabe
- John McGahern
- Edna O’Brien